# Charles Tournemire
Charles Arnould Tournemire (22. ledna 1870 – 3. nebo 4. listopadu 1939) byl francouzský hudební skladatel a varhaník, známý pro své improvizace často vycházející z gregoriánského chorálu. Jeho dílo zahrnuje osm symfonií (jednu z nich chorální), čtyři opery, dvanáct komorních skladeb a osmnáct pro sólový klavír. Nejznámější však dnes je jeho varhanní hudba, především soubor L'Orgue Mystique (Mystické varhany).